# NGC 357
في الفهرس العام الجديد NGC 357 هي مجرة حلزونية في كوكبة قيطس. تم اكتشافها في 10 سبتمبر 1785 من قبل وليام هيرشل. وصفها درير بأنها «جرم خافت، صغير، غير منتظم كروي، أكثر إشراقا في الوسط، نجم من القدر 14 . 20 ثانية قوسية إلى الشمال الشرقي.»

## وصلات خارجية
- NGC 357 على موقع ويكي سكاي: DSS2, SDSS, GALEX, IRAS, Hydrogen α, X-Ray, Astrophoto, Sky Map, Articles and images